# Michał Połuboczek
Michał Połuboczek (ur. 24 października 1982 w Olecku) – polski polityk i przedsiębiorca, poseł na Sejm X kadencji (od 2024).

## Życiorys
Mieszkał na Osiedlu Kolejowym w Suwałkach. Uczył się w Szkole Podstawowej numer 5 i I Liceum Ogólnokształcącym im. Marii Konopnickiej w Suwałkach, kształcił się w Szkole Głównej Handlowej. Uzyskał wykształcenie wyższe. Pracował w Agencji Nieruchomości Rolnych, zajął się prowadzeniem działalności gospodarczej w branży fotowoltaicznej.
W 2006 bez powodzenia kandydował na radnego Suwałk z listy Prawa i Sprawiedliwości. W 2013 został jednym z warszawskich liderów Stowarzyszenia „Republikanie”, w 2015 został wiceprezesem stowarzyszenia. W 2017 współtworzył Partię Republikańską (zarejestrowaną w latach 2018–2019). Od czerwca 2018 do lutego 2019 pełnił funkcję jej skarbnika. Przystąpił później do partii Nowa Nadzieja, w listopadzie 2023 został prezesem jej regionu podkarpackiego.
W 2023 kandydował do Sejmu z 3. miejsca na liście Konfederacji Wolność i Niepodległość w okręgu rzeszowskim, uzyskując 6287 głosów. W 2024 objął mandat poselski zwolniony przez Grzegorza Brauna wybranego do Parlamentu Europejskiego, 26 czerwca 2024 złożył ślubowanie poselskie. W Sejmie zasiadł w Komisji Ochrony Środowiska, Zasobów Naturalnych i Leśnictwa oraz Komisji Infrastruktury.

## Życie prywatne
Jest mężem Agnieszki Połuboczek, zamieszkał w Warszawie.

## Wyniki wyborcze
| Wybory | Komitet wyborczy | Komitet wyborczy                     | Organ              | Okręg | Wynik        |
| ------ | ---------------- | ------------------------------------ | ------------------ | ----- | ------------ |
| 2006   |                  | Prawo i Sprawiedliwość               | Rada Miasta Suwałk | nr 3  | 44 (0,78%)   |
| 2023   |                  | Konfederacja Wolność i Niepodległość | Sejm X kadencji    | nr 23 | 6287 (0,93%) |